# Cibulnaté a hlíznaté květiny

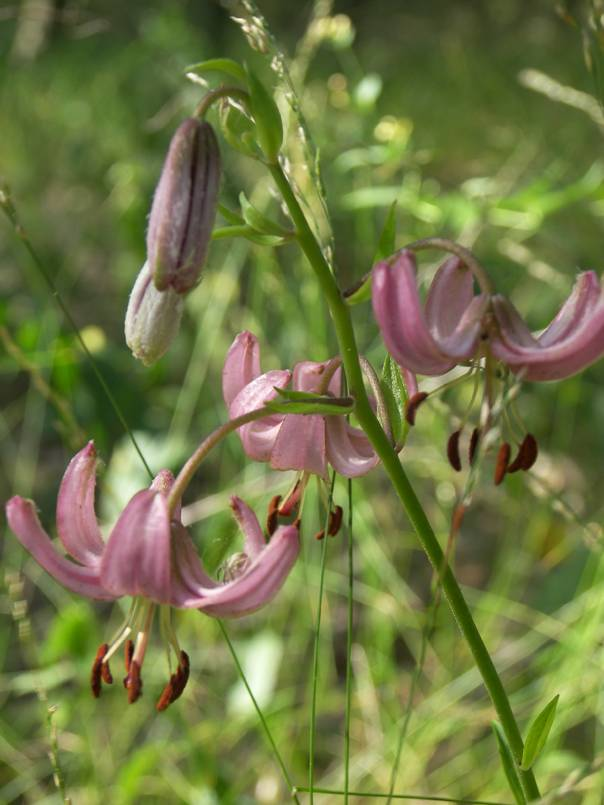
Lilie zlatohlavá

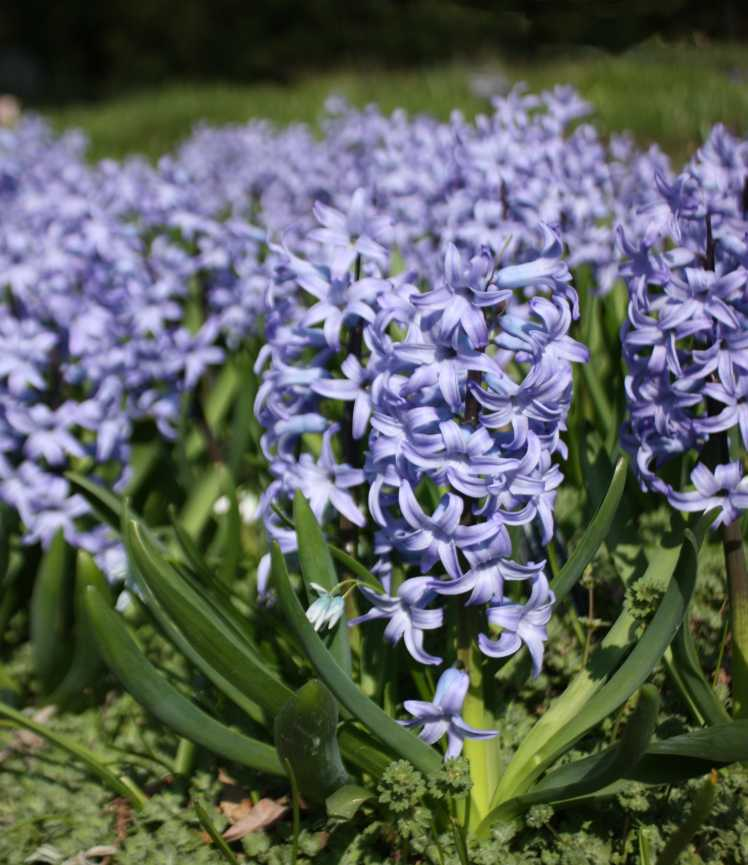
Hyacint

Cibulnaté a hlíznaté květiny jsou rostliny, jež jsou používány v zahradní architektuře a okrasném zahradnictví pro estetické kvality kvetení. Jejich zásobním orgánem je podzemní část rostliny – cibule a hlíza. Často jsou uváděny společně, protože jsou společně vysazovány, prodávány a pěstovány, mají většinou podobné nároky a kvetou ve stejném období.
Většina těchto květin kvete a vegetuje na jaře na začátku a před koncem jara, to znamená, že během léta a podzimu a zimy překonává stádium klidu. Některé z těchto rostlin nejsou mrazuvzdorné a na zimu je (např. africké lilie) třeba z půdy vyjmout a uchovat přes zimu v mrazuvzdorné místnosti. Na jaře tyto rostliny mají být opět vysázeny ven. Většina cibulovin a hlíznatých květin je však mrazuvzdorná. Některé z cibulovin je vhodné každoročně z půdy vyjmout, rozdělit a znova vysázet, aby uspokojivě kvetly. Většinu z těchto rostlin lze však v půdě libovolně dlouho ponechat, a přesto každoročně kvetou. Vyjímají se z půdy pouze pokud utiskují rostliny v jejich v blízkosti nebo pokud se kvalita květů zhoršuje. Do této skupiny patří např. modřence, narcisy, krokusy a sněženky.
Cibulnaté a hlíznaté květiny jsou vlastně jakýmsi druhem trvalek, některé jsou oblíbenými skalničkami, většinou se však používají do záhonů. Jsou ozdobné v době kvetení a některé z nich kvetou velmi časně zjara. Nevýhodou je zatahování po odkvětu, které způsobuje, že na místě výsadby jsou zdánlivě prázdná místa. Tyto místa po zatáhnutí lze osadit buď letničkami, nebo lze cibulnaté a hlíznaté květiny kombinovat s nižšími či později rašícími trvalkami, které v době zatahování cibulovin vyraší a prázdná místa tak zakryjí. Cibulnaté a hlíznaté květiny jsou nezbytnou součástí jarních a předjarních výsadeb zahrad a parků.
Cibulnaté a hlíznaté květiny většinou preferují propustnou půdu a slunné stanoviště. Slunné stanoviště je však pro drobné jarní cibuloviny i pod keři, řídkými výsadbami stromů které raší během jara a před nimi, jako podsadba . Tyto keře a stromy během roku stíní, nestíní však brzy zjara, když právě cibuloviny jsou v plné vegetaci. Později, když jsou již keře a stromy olistěny, cibuloviny zatahují, takže jim zastínění již nevadí.

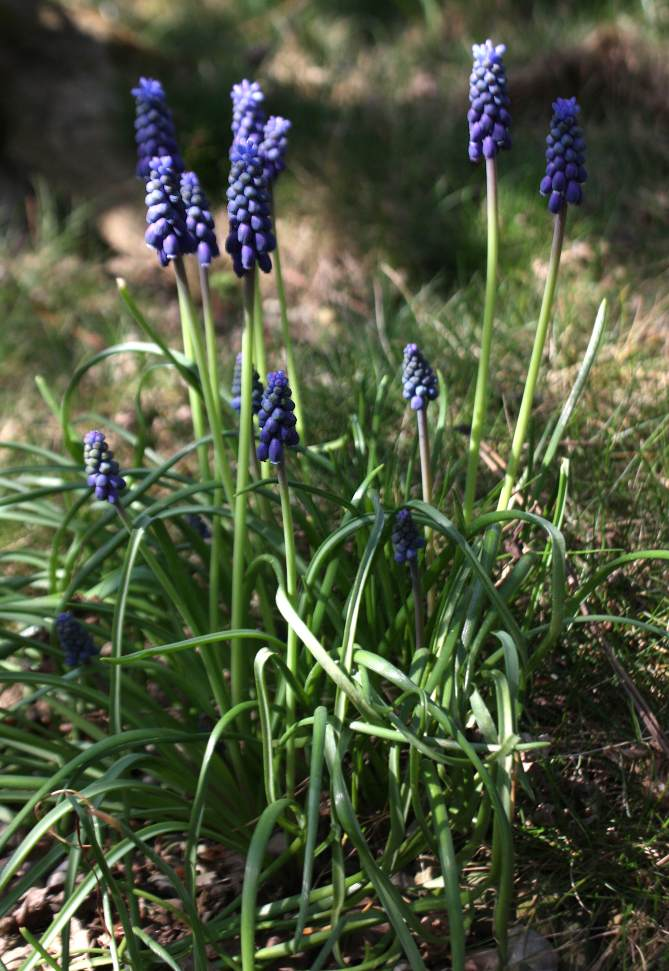
Modřenec Muscari armeniacum

Veškeré mrazuvzdorné cibuloviny sázíme na podzim, v září až říjnu. Hloubka sázení se řídí podle druhu a velikosti cibulí nebo hlíz. U drobných cibulovin to bývá zpravidla 5–10 cm, u větších 15–20 cm.
Je propagováno i použití cibulovin do trávníků, kdy jsou většinu roku rostliny zcela ztraceny v trávníku a jejich krása ukáže na jaře. Při pokosu je ovšem nutno posečkat až do zatáhnutí rostlin, jinak jsou rostliny významně oslabovány a brzy vymizí. Což znamená příkladně až do konce května nesekat část trávníků s narcisy a tulipány. Z dříve zatahujících cibulovin lze použít drobný talovín zimní (Eranthis hyemalis), který však nepřerůstá výšku trávníku a je tedy vidět pouze zblízka. Výsledek snadno může na pozorovatele působit jako zaplevelení při dokonale udržovaném trávníku.

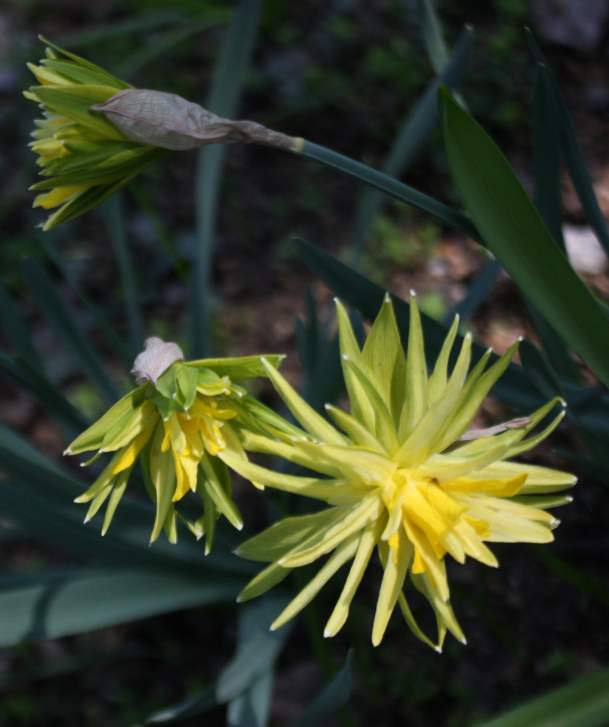
Narcis 'Rip van Winkle'

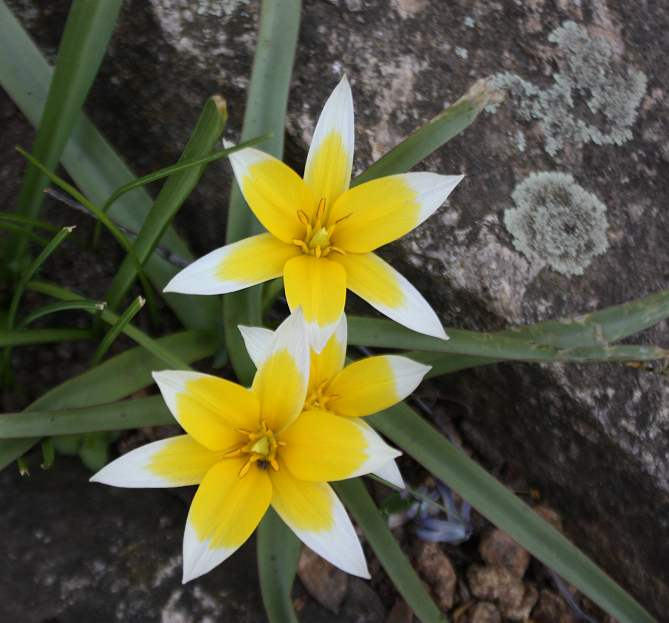
Botanický druh tulipánu Tulipa tarda

Používané hlíznaté a cibulnaté květiny do volných ploch

- okrasný česnek – je mnoho druhů velmi rozdílného vzhledu. Jsou většinou značně odolné a mnohé z nich velmi ozdobné. Vyžaduje propustné půdy. Často pěstované jsou
  - česnek Christophův (Allium albopilosum syn. Allium christophii) vytváří v červnu až červenci velké (až 30 cm), kulovité, nafialovělé květenství
  - česnek karatavský (Allium karataviense) – vysoký 20 až 30 cm, se širokými listy, kvete v květnu, tvoří velké, kulovité, světle růžové květenství.
  - česnek zlatožlutý (Allium moly) – stvoly vysoké 25 až 30 cm s drobným žlutým květenstvím, kvete v červnu až červenci; větší skupinky sázíme do travinových nebo plazivkových partií.
  - česnek vysokohorský (Allium oreophilum) – stvoly vysoké 15 až 25 cm se sytě růžově červenými květy, kvete v červnu až červenci.
- sasanka sličná (Anemone blanda)
- sasanka (Anemone coronaria)
- dosna indická (Canna indica)
- ocún jesenní (Colchicum autumnale) – ocúny jsou podobné v době květu krokusům, kvetou bíle, růžově až červeně, od konce srpna do října. Ocún Colchicum bornmuelleri je lila růžový.
- dymnivka žlutá (Corydalis lutea)
- montbrécie (Crocosmia) méně často používaná.
- krokus, důležitější jarní druhy: Crocus biflorus, C. chrysanthus, C. sieberi, C. tomasinianus a C. hybridus). Důležitější podzimní druhy: C. cancellatus, C. pulchellus, C. sativus, C. speciosus. jarní druhy kvetou od března do dubna, v různých barvách,(výrazné žluté, bílé, fialové, světle purpurové barvy), podzimní druhy kvetou od září do listopadu, vhodný i do trávníků.
- šafrán (Crocus vernus)
- jiřinka (Dahlia pinnata)
- talovín zimní (Eranthis hyemalis) nízká, časně na jaře (únor až březen) žlutě kvetoucí, polostín.
- chocholatice dvoubarevná (Eucomis bicolor)
- kandík psí zub (Erythronium dens-canis) květy podobné bramboříku, jsou bílé, růžové, červené až fialové kvete v březnu až dubnu, vyžaduje vlhkou ale propustnou, humózní půdu a polostín.
- řebčík královský (Fritillaria imperialis) tvoří v dubnu až květnu lodyhu vysokou asi 1 m, zakončenou přeslenem výrazných, oranžových zvoncovitých květů, vyžaduje dobrou zahradní půdu, vhodný do trvalkových skupin.
- řebčík kostkovaný (Fritillaria meleagris) nízký, méně nápadný, převisající zvonkovitý květ vysoký asi 30-40 cm, s bílý nebo kostkovaně purpurový, kvete v dubnu až květnu.
- sněženka podsněžník (Galanthus nivalis) naprosto nenáročná, kvete bíle v únoru až březnu, často již pod sněhem.
- denivka (Hemerocallis x hybrida)
- hyacint (Hyacinthus) k výsadbě do skupin, kvete v dubnu až květnu, je mnoho odrůd v odstínech bílých, růžových, červených, modrých i žlutých, preferuje propustné půdy.
- ladonička (Chionodoxa) drobná, většinou modře kvetoucí nižší květina s hvězdičkovitými květy. Často pěstované jsou
  - Chionodoxa luciliae vysoká 10 až 15 cm, květy modré s bílým středem, kvete v březnu až dubnu.
  - Chionodoxa gigantea robustnější, květy modré nebo bílé.
- kosatec – různé druhy jsou vhodné pro různá stanoviště, mají různý vzhled. Často pěstované jsou
  - kosatec nízký (Iris pumila) barvy žluté a fialové, vyžaduje propustné půdy, preferuje sušší stanoviště
  - kosatec německý (Iris x germanica) vysoký až 80 cm, mnoho výrazně barevných kultivarů, velké květy, spíše živné půdy.
  - kosatec síťkovaný (Iris reticulata) vysoký 10–20 cm, kvete v březnu. Několik odrůd v barvách od modré po fialovou, běžné půdy.
- bledule jarní (Leucojum vernum) bílé květy se rozvíjejí v dubnu, může být použita i ve velkých plochách.
- bledule letní (Leucojum aestivum) kvete v pozdním jaře, velké výrazné květy
- lilie – druhy zahrnují mnoho odrůd lišících se navzájem výškou, dobou květu, tvarem květů a barvou. Preferují propustnou, spíše humózní půdu, některé druhy nesnášejí vápno. Mohou být v našich podmínkách choulostivé a vyžadují zimní ochranu. Kromě původních druhů existuje mnoho kultivarů. Často pěstované jsou
  - lilie bělostná (Lilium candidum) bílá, vysoká asi 100–140 cm, květy vonné, kvete v červnu až červenci, na půdu nenáročná.
  - lilie davidova (Lilium davidii) – vysoká 60 až 150 cm, květy tmavě oranžové, tečkované.
  - lilie Henryova (Lilium henryi) – vysoká 150 až 200 cm, květy oranžové, hnědě tečkované.
  - lilie dlouhokvětá (Lilium longiflorum) – vysoká 50–100 cm, květy bílé, úzké, trubkovité, se žlutým jícnem, kvete v červenci.
  - lilie zlatohlavá (Lilium martagon) lilie původní v ČR, vysoká 60–150 cm, květy purpurově růžové, tečkované, vyžaduje humózní, vlhčí půdy.
  - lilie královská (Lilium regale) vysoká 100 až 180 cm, květy velké, bílé, trubkovité se žlutým hrdlem, kvete v červenci, silně voní.
  - lilie tygrovaná (Lilium tigrinum) – vysoká 120 až 180 cm, květy oranžové s hnědým tečkováním, kvete v srpnu až září.
- modřenec (Muscari) pěstované druhy jsou nízké cibuloviny, kvetoucí většinou v jarních měsících hrozny kulovitých zvonečků modré nebo bílé barvy, jsou celkem nenáročné, odolné. Často pěstované jsou
  - modřenec arménský (Muscari armeniacum) vysoký 15 až 25 cm, kvete později, v dubnu až květnu; je pěstováno několik pěkných modrých odrůd.
  - modřenec azurový (Muscari azureum) – vysoký 10 až 15 cm, modrý, kvete od konce února až v březnu, má bílou varietu.
  - Muscari botryoides – vysoký 10 až 20 cm, kvete v dubnu a květnu, v různých varietách různých odstínů, a to od bílé až po sytě modrou.

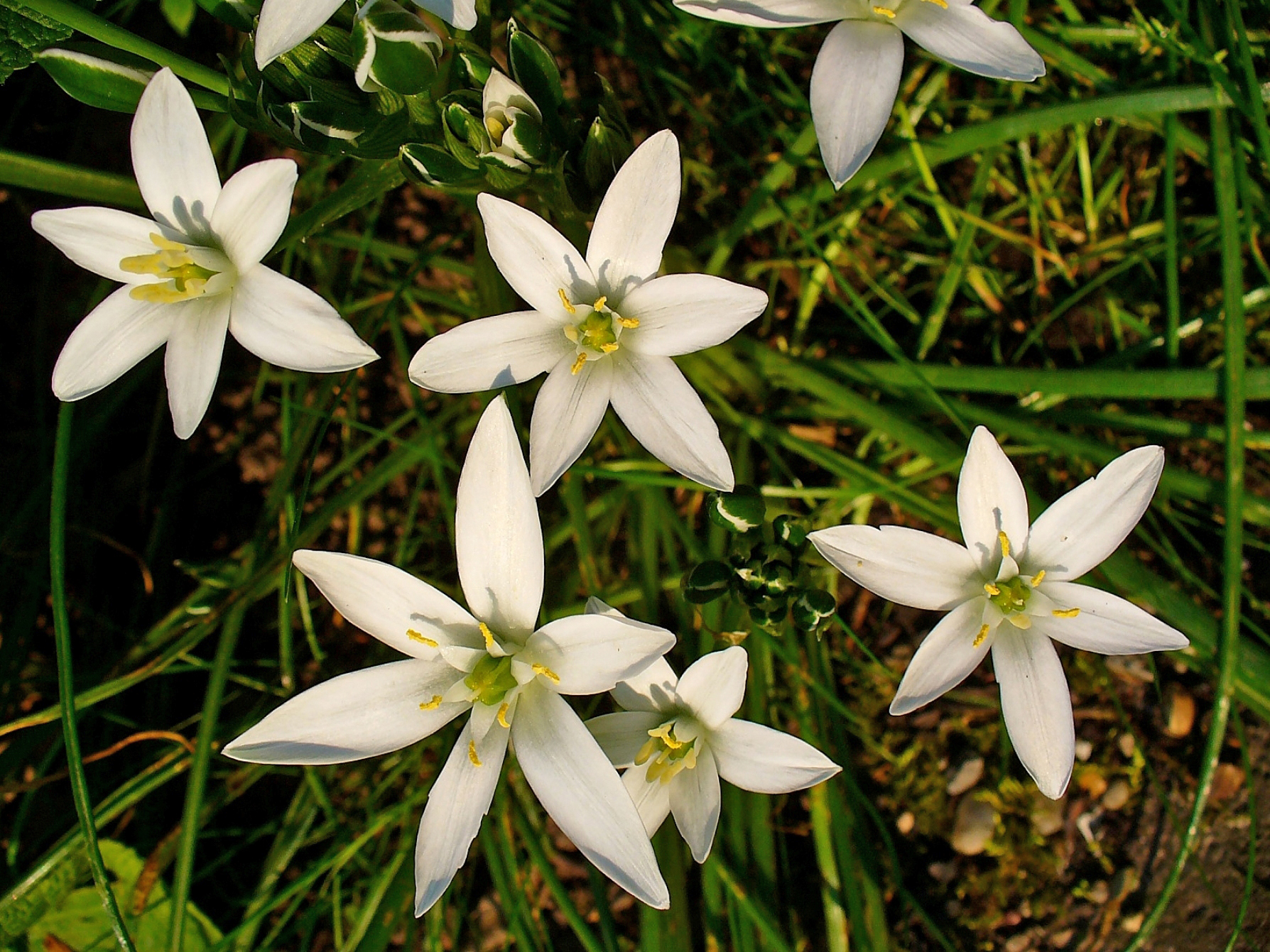
Snědek Ornithogalum umbellatum

- narcis (Narcissus), pěstované jsou především kultivary, lišící se barvou, tvarem a velikostí květu. Botanické narcisy zahrnují množství původních druhů, zvláštní skupinou jsou narcisy skupiny 'Poeticus'
- snědek (Ornithogalum umbellatum) výška 20 až 30 cm, kulovité květenstvím bílých květů, kvete v dubnu až květnu, je zcela nenáročný.
- puškinie ladoňkovitá (Puschkinia libanonica, Puschkinia scilloides) vysoká asi 15 cm, kvete v březnu až dubnu světle modrými hrozny, je velmi nenáročná, má bílý kultivar, sama se rozpleveluje.
- pryskyřník plazivý (Ranunculus repens)
- ladoňka (Scilla) nízká, modrá nebo bílá květina, velmi nenáročná, mnohé druhy snadno zplaňují na polostinných **ladoňka (Scilla hispanica) (syn. S. campanulata, syn Hyacinthoides hispanica ) dorůstá až 30 cm, s většími, modrými, bílými nebo růžovými květy, kvete v květnu až červnu. Často pěstované jsou
  - ladoňka sibiřská Scilla sibirica nízká, vysoká 10 až 15 cm, zářivě modrá, má bílou varietu; kvete v březnu až dubnu
  - ladoňka Tubergenova (Scilla tubergeniana) – světle modře fialová, vysoká 15 cm, kvete v březnu.
- tulipán (Tulipa) velké množství nejrůznějšich odrůd různých barev, tvarů a velikostí. Tulipány kvetou již od března až do května. Tulipány by se měly každoročně po zatáhnutí vyjmout z půdy a na podzim pak roztřídit a zase vysázet. Často pěstované jsou
  - tulipány (Tulipa kaufmanniana) kvetou počátkem dubna, jsou nižší a mají často dvoubarevné květy
  - tulipány (Tulipa fosteriana), které mají několik nádherných ohnivě červených odrůd, z nichž některé jsou velmi nízké. Obě skupiny se dají v zahradách výborně použít.
  - Darwin hybridy – vyšší, obvykle červené, odrůdy
  - liliokvěté tulipány – štíhlé okvětní lístky
  - papouškovité tulipány s bizarními plátky květů

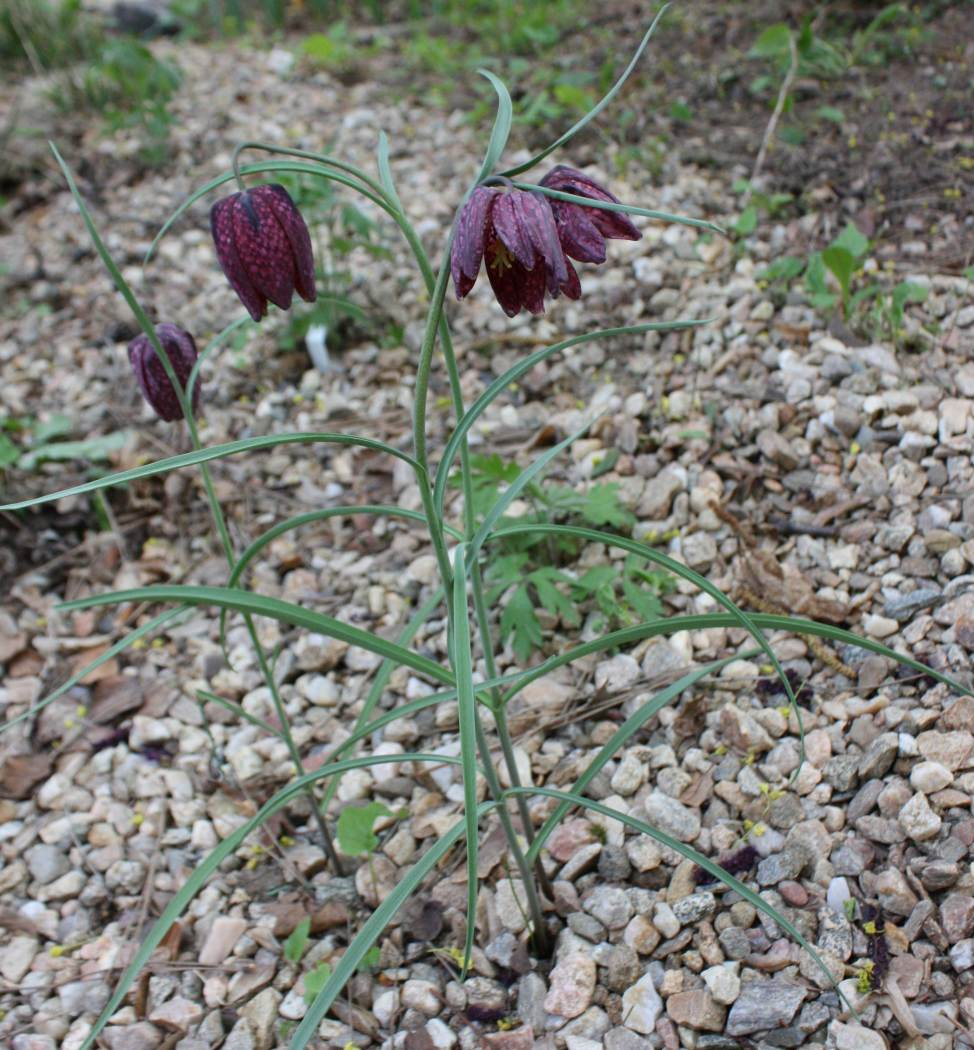
Řebčík kostkovaný
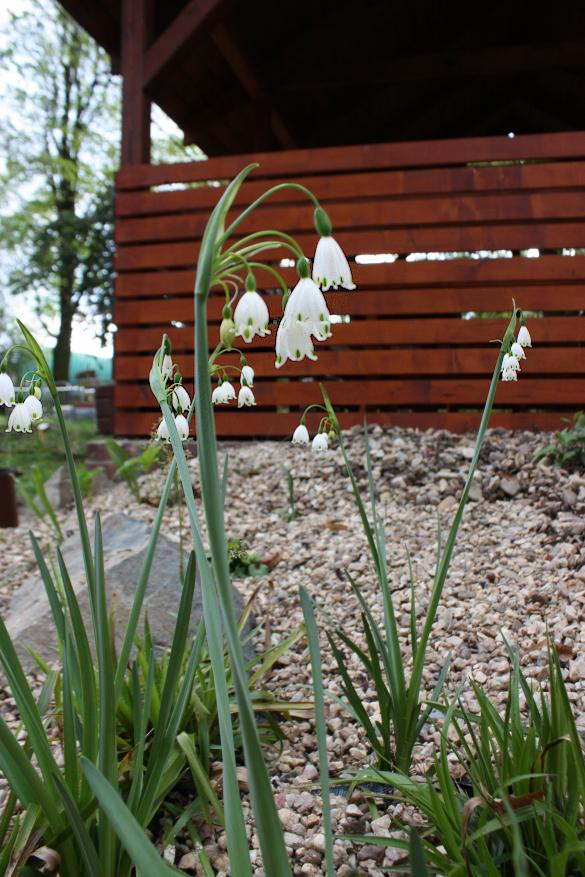
Bledule letní
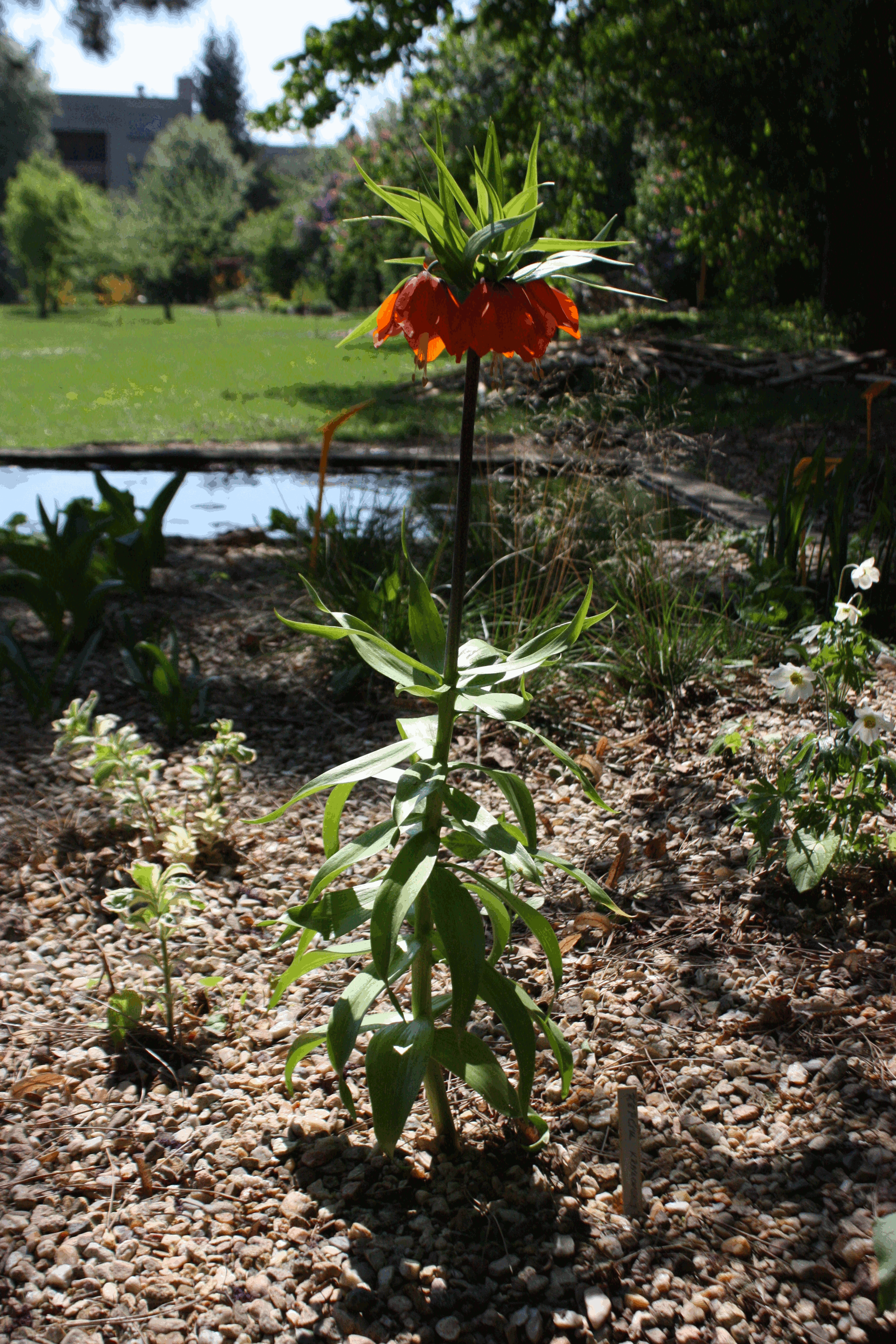
Řebčík královský
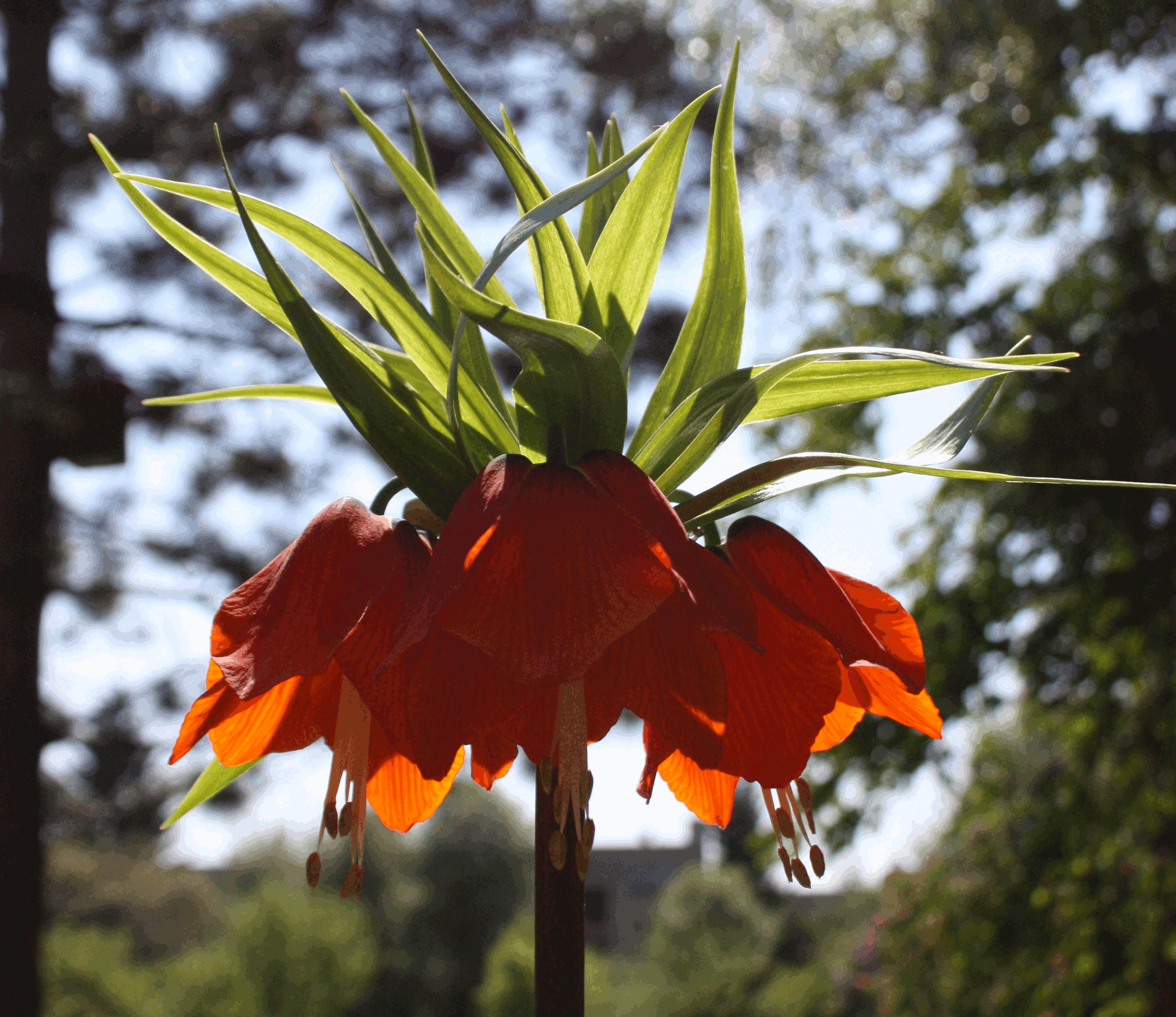
Řebčík královský
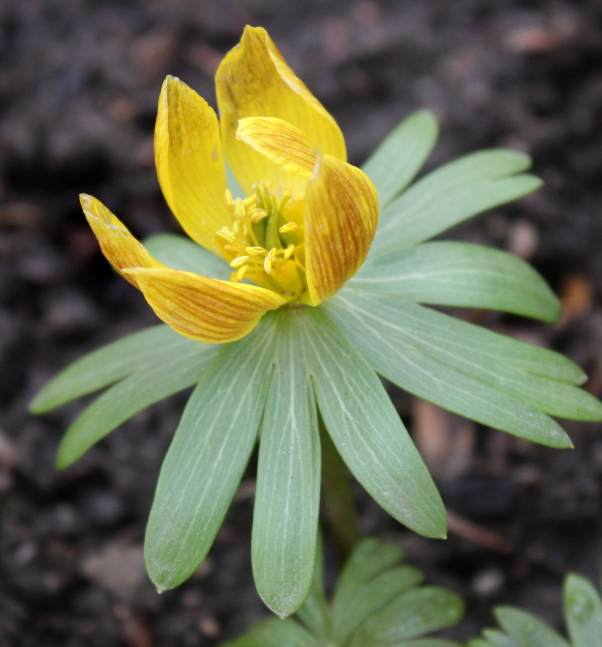
Talovín zimní